# 谪仙
谪仙，原指被贬入凡间的神仙，引伸為才情高超、清越脫俗的人，有如自天上被謫居人世的仙人。
謫：古代官吏被降職或流放。
中國歷史人物中，漢朝的東方朔曾被稱為謫仙。
唐朝时，贺知章见到李白，称赞其为谪仙人，后来此词用来专指李白。如唐代韩愈《石鼓歌》：“少陵无人谪仙死，才薄将奈石鼓何。”宋代胡仔《苕溪漁隱叢話後集•李太白》引《复斋漫录》：“故李謫仙《吹笛》詩：‘黃鶴樓中吹玉笛，江城五月《落梅花》。’” 
其他中国古代人物也有被称为谪仙的，如唐代的吴彩鸾、宋朝的蘇軾。

## 外部連結
- 李豐楙：〈暴力敘述與謫凡神話：中國敘事學的結構問題（页面存档备份，存于）〉。
- 李豐楙：〈罪罰與解救：《鏡花緣》的謫仙結構研究（页面存档备份，存于）〉。